# Alien Warrior
Alien Warrior è un film del 1985, diretto da Ed Hunt, conosciuto anche con il titolo di King of the Streets. È una storia di ambientazione fantascientifica.

## Trama
La lotta fra due alieni sulla Terra, dove il primo ha preso da tempo il controllo di una banda terrestre dedita allo spaccio di droga e al rapimento ostacolato dal secondo che ha assunto il nome di Buddy.